# خديجة الكموني
خديجة الكموني (بالفرنسية: Khadija El Kamouny)، ولدت في  1 مارس 1989، مهندسة وفيزيائية مغربية تعمل في المؤسسسة المغربية للابحاث المتقدمة والإبداع والبحث العلمي. في ديسمبر 2019، عينها الملك محمد السادس ضمن 35 عضواً في اللجنة الخاصة المكلفة بالنموذج التنموي.

## السيرة الشخصية
نشأت خديجة الكموني في بلدة كرديد الريفية بإقليم سيدي بنور.

### التعليم
التحقت بالمدرسة الابتدائية بعد سن التاسعة، مما تطلب منها اجتياز هذه المرحلة الدراسية في ثلاث سنوات بدلاً من ست سنوات. اختارت العلوم والتكنولوجيا الكهربائية كفرع في المدرسة الثانوية، وحصلت على شهادة الباكالوريا في الهندسة الكهربائية. ثم أكملت عامين من الفصول التحضيرية.
وحصلت في عام 2013، على درجة الهندسة الكهربائية، الكهروتقنية. ثم أعدت درجة الدكتوراه في العلوم الهندسية من المدرسة المحمدية للمهندسين (EMI). وفي عام 2018، قررت بدء الدراسة للحصول على درجة الماجستير في علم البيانات من جامعة محمد الخامس بالرباط.

### الحياة المهنية
خديجة الكموني مهندسة ومديرة مشروع في مؤسسة MAScIR. وهي أحد مطوري اختراع Micro Thermoelectric Cooling Inverter للخلايا الكهروضوئية. كانت عضوًا في اللجنة المنظمة للمؤتمر الدولي السابع للطاقة المتجددة والمستدامة (IRSEC) 2019. خلال جائحة COVID-19، اقترحت خديجة إنشاء تطبيق للهاتف المحمول E-Tanaqol ،لتسهيل تداول الوثائق القانونية. ومثلت خديجة المغرب في مؤتمر الطاقة الدولي في عام 2020 كمتحدثة.

## المنشورات
ألفت خديجة العديد من المنشورات العلمية في مجال الطاقات المتجددة والمواد المبتكرة، بما في ذلك:
- المُقوِّم العكسي الدقيق للتبريد الكهرو حراري للتطبيقات الكهروضوئية المنشور في مجلات مواد الطاقة الشمسية، الخلايا الشمسية في موقع سسينس ديريكت[9]
- شاحن البطارية الشمسية لأنظمة الشحن السريع، وهو نظام شحن سريع معقد للبطاريات الشمسية، نشرته مجلة الانظمة الكهربائية[10]
- العاكس الدقيق للتبريد الكهرو حراري للتطبيقات الكهروضوئية، وهو نظام لكهربة المواقع المعزولة مخصص لأفريقيا، نشرته مجلة الطاقة الشمسية لأفريقيا والطاقات المتجددة.[11]

## الجوائز والتكريم
فازت بالجائزة الأولى في المؤتمر الدولي للطاقة المتجددة CIER14 في مدينة المنستير، تونس. كما قادت "مشروع تطوير نظام شمسي لكهربة المواقع المعزولة" لسكان أفريقيا جنوب الصحراء الكبرى على وجه الخصوص، وكانت ضمن المتأهلين للدور النهائي في مسابقة "جائزة الابتكار لأفريقيا (IPA)".وحصلت في عام 2016، على جائزة الإنجاز من مؤسسة زاكورة. وفازت في نفس العام بجائزة نستله للنجاح، وجائزة المنظمة العالمية للملكية الفكرية للباحثين في جنيف في COP22، وجائزة شخصية العام الممنوحة من APEJ والميدالية الذهبية، في iCAN2016، وهي مسابقة دولية للاختراع والابتكار تعقد في تورنتو، كندا.
وكان آخر تكريم لها هو جائزة أفضل مساهمة علمية في مجال التنمية الخضراء لعام 2018/2019.

## الملاحظات والمراجع
1. ↑  abweb.biz. "CSMD |". www.csmd.ma. مؤرشف من الأصل في 2023-05-03. اطلع عليه بتاريخ 2020-09-20.
2. ↑  "Qui sont les femmes de la commission spéciale sur le modèle de développement ?". 2M (بالفرنسية). Archived from the original on 2023-05-13. Retrieved 2020-09-20.
3. ↑  "Khadija El Kamouny, une fierté de l'éducation non formelle". LesEco.ma (بfr-FR). 15 Sep 2016. Archived from the original on 2023-04-30. Retrieved 2020-09-20.{{استشهاد ويب}}:  صيانة الاستشهاد: لغة غير مدعومة (link)
4. ↑  "Khadija El Kamouny, l'ingénieure qui court-circuite les codes". Telquel.ma (بالفرنسية). Archived from the original on 2023-04-30. Retrieved 2020-09-20.
5. ↑  lobservateurdumaroc.info. "Reportage – Green Park Energy : Deux jeunes chercheuses présentent leurs innovations" (بالفرنسية). Archived from the original on 2023-04-30. Retrieved 2020-09-20.
6. ↑  "Organization committee". 2019 7th International Renewable and Sustainable Energy Conference (IRSEC) (بالإنجليزية): 1–1. 2019-11. DOI:10.1109/IRSEC48032.2019.9078179. Archived from the original on 2023-04-30. Retrieved 2020-09-20. {{استشهاد بدورية محكمة}}: تحقق من التاريخ في: |تاريخ= (help)
7. ↑  ""E-TANAQOL", l'application mobile au service du Mkadem". femmesdumaroc (بfr-FR). Archived from the original on 2023-04-30. Retrieved 2020-09-20.{{استشهاد ويب}}:  صيانة الاستشهاد: لغة غير مدعومة (link)
8. ↑  "Dr Khadija ELKAMOUNY, Morocco – Africa and International Use of Energy" (بالإنجليزية الأمريكية). Archived from the original on 2021-07-28. Retrieved 2020-09-21.
9. ↑  El kamouny, Khadija; Mahmoudi, Hassane; Lakssir, Brahim; Nid-Bahami, Abdelaaziz (15 Jun 2018). "Thermoelectric cooling micro-inverter for PV application". Solar Energy Materials and Solar Cells (بالإنجليزية). 180: 311–321. DOI:10.1016/j.solmat.2017.06.061. ISSN:0927-0248. Archived from the original on 2023-05-04. Retrieved 2020-09-21.
10. ↑  "Solar Charger Sizing" (PDF). مؤرشف من الأصل (PDF) في 2023-04-30.
11. ↑  "First African Peer-Reviewed Scientific Journal for Green Technologies" (PDF). مؤرشف من الأصل (PDF) في 2023-04-30.
12. ↑  "Fondation Zakoura le devoir d'agir". www.fondationzakoura.org. مؤرشف من الأصل في 2023-05-06. اطلع عليه بتاريخ 2020-09-20.
13. ↑  "Fondation Zakoura : Une success story marocaine". L'Economiste (بالفرنسية). 6 Sep 2016. Archived from the original on 2023-05-06. Retrieved 2020-09-20.
14. ↑  "Nestlé Maroc célèbre le parcours de Khadija El Kamouny et Halim Eddahbi". Consonews – Premier site consommation au Maroc (بfr-FR). Archived from the original on 2023-05-04. Retrieved 2020-09-21.{{استشهاد ويب}}:  صيانة الاستشهاد: لغة غير مدعومة (link)
15. ↑  CCME. "CCME - Développement durable : le CCME célèbre l'excellence et l'innovation". www.ccme.org.ma (بfr-fr). Archived from the original on 2021-02-10. Retrieved 2020-09-21.{{استشهاد ويب}}:  صيانة الاستشهاد: لغة غير مدعومة (link)
16. ↑  "L'APEJ dévoile les noms des lauréats sportifs de la saison 2015-2016 et récompense l'excellence journalistique de Si Elmostafa Lekhiar". eljadidasat.info. مؤرشف من الأصل في 2023-04-30. اطلع عليه بتاريخ 2020-09-21.
17. ↑  "iCAN 2016". TORONTO INTERNATIONAL SOCIETY OF INNOVATION & ADVANCED SKILLS (TISIAS) (بالإنجليزية). Archived from the original on 2023-05-03. Retrieved 2020-09-21.
18. ↑  SARE (PDF) (بالإنجليزية). Archived from the original (PDF) on 2023-05-06.

## روابط خارجية
- مصادر للبحوث:خديجة على باحث جوجل العلمي; خديجة على موقع بوابة الأبحاث (ريسيرش جيت)
- خديجة تتحدث عن تأثير كوفيد 19 (بالفرنسية).